# Henryk Wieniawski
Henryk Wieniawski (ur. 10 lipca 1835 w Lublinie, zm. 31 marca 1880 w Moskwie) – polski kompozytor, skrzypek i pedagog. Jeden z najwybitniejszych polskich skrzypków i kompozytorów w historii.

## Życie prywatne
Brat Józefa (pianisty) i Juliana (prozaika). Żonaty z Angielką Isabelle Bessie-Hampton (siostrzenicą irlandzkiego pianisty i kompozytora George’a A. Osborne’a), od 1860 roku do swojej śmierci. Małżeństwo doczekało się jednej córki, Régine Wieniawski, znanej pod pseudonimem Poldowski, urodzonej 16 maja 1879 roku w mieście Ixelles w Brukseli, gdzie Wieniawski osiadł podczas pracy w miejscowym konserwatorium.

## Życiorys
Dziadek Henryka Wieniawskiego, narodowości żydowskiej, Herszek Mejer Helman był cyrulikiem z Wieniawy (przedmieście Lublina). Ojciec – Wolf Helman (znany również jako Tobias Rufe Pietruszka) zmienił nazwisko na Tadeusz Wieniawski. Nazwisko przyjął od nazwy przedmieścia, gdzie mieszkał. Przed otrzymaniem dyplomu lekarskiego ochrzcił się. Tadeusz Wieniawski zasłużył się w powstaniu listopadowym, za co po dwakroć został odznaczony Krzyżem Wojskowym. 
Tadeusz Wieniawski i Regina Wolff pobrali się 18 kwietnia 1833 r. w warszawskiej parafii św. Jana. Poprzedniego dnia Regina Wolff zmieniła wiarę z mojżeszowej na katolicką i przyjęła chrzest. Matka Henryka była córką żydowskiego lekarza z Warszawy dr. Józefa Wolffa i Eleonory, z domu Oesterreicher, siostrą zamieszkałego w Paryżu pianisty i kompozytora Edwarda Wolffa.
Dom Wieniawskich był prawdziwym lubelskim salonem. Odwiedzali go wybitni artyści (np. Miska Hauser), tu odbywały się koncerty, spotkania literackie i dyskusje. Zaważyło to nie tylko na późniejszej drodze życiowej Henryka Wieniawskiego, ale także dwóch jego braci, z których starszy, Julian Wieniawski  został pisarzem i publicystą, natomiast młodszy, Józef Wieniawski, poświęcił się karierze pianistycznej.
Pierwszą nauczycielką Henryka była jego matka, potem zaś uczył się u Jana Hornziela, skrzypka Teatru Wielkiego w Warszawie, a następnie u Antoniego Parysa i Stanisława Serwaczyńskiego, solisty i koncertmistrza Opery Budapeszteńskiej. W 1843, mając osiem lat, wyjechał do Paryża, gdzie studiował pod kierunkiem  Clavela, a  po roku przeszedł do Lamberta-Josepha Massarta w Konserwatorium Paryskim. Konserwatorium ukończył jako 11-letni chłopiec w 1846 z I nagrodą i złotym medalem. Po studiach kontynuował przez 2 lata naukę u Massarta. Później – przez 2 miesiące – koncertował w Petersburgu, w krajach nadbałtyckich i Warszawie. W 1849 udał się ponownie do Paryża do Konserwatorium, gdzie w klasie Hippolyte’a Coleta podjął studia kompozycji, które ukończył z wyróżnieniem w następnym roku. W tymże roku spotkał się także z Ferencem Lisztem i Karolem Lipińskim.

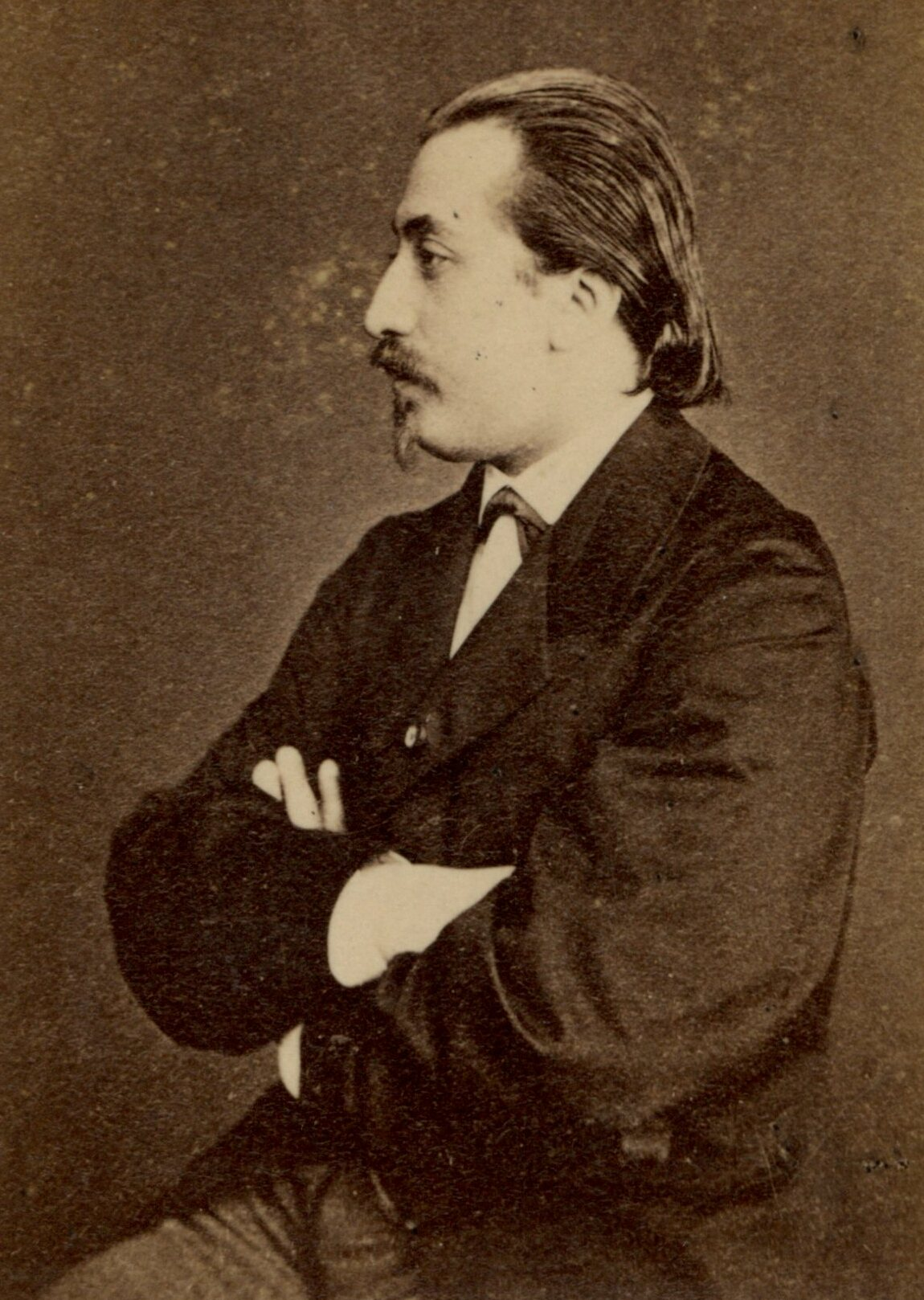
Portret Henryka Wieniawskiego, ok. 1865

W 1850 rozpoczął, wraz z bratem Józefem, działalność koncertową, występując początkowo we wszystkich większych miastach Imperium Rosyjskiego, następnie w wielu krajach europejskich, wszędzie wzbudzając nieopisany entuzjazm. Współpracę z bratem zakończył w 1855. Po wielu dalszych sukcesach przyjął w 1860 funkcję pierwszego skrzypka dworu carskiego i solisty Rosyjskiego Towarzystwa Muzycznego. Równocześnie uczył gry na skrzypcach w tzw. klasach muzycznych Towarzystwa, przekształconych w 1862 w konserwatorium. Tu swoją kilkuletnią owocną działalnością pedagogiczną stworzył zalążek petersburskiej szkoły skrzypcowej, rozwiniętej przez Leopolda Auera we wspaniałą szkołę rosyjską. Każdego roku przez 3-4 miesiące koncertował w innych krajach Europy (m.in. Holandia, Belgia, Anglia), głównie w modnych kurortach. W roku 1860 ożenił się z Izabelle Hampton, której zadedykował Legendę op.17. Ich córką była kompozytorka Poldowski.
W 1872 roku, po 12 latach opuścił Rosję i udał się z Antonem Rubinsteinem na wielkie tournée koncertowe po Stanach Zjednoczonych. W ciągu 8 miesięcy artyści dali 215 koncertów. Wieniawski pozostał w Ameryce do 1874, koncertując ze słynną śpiewaczką Pauline Lucca. Po powrocie do Europy w 1874 podjął pracę pedagogiczną w konserwatorium w Brukseli jako następca chorego Henriego Vieuxtempsa i kontynuował ją do września 1877 (wśród jego prywatnych uczniów był Eugène Ysaÿe). Wskutek nasilających się dolegliwości serca i nadmiernej otyłości w ostatnich latach życia koncertował na siedząco. Zmarł w Moskwie. Pochowany został na cmentarzu Powązkowskim (kwatera 11-4-31). W manifestacyjnym pogrzebie uczestniczyło 40 tysięcy osób.

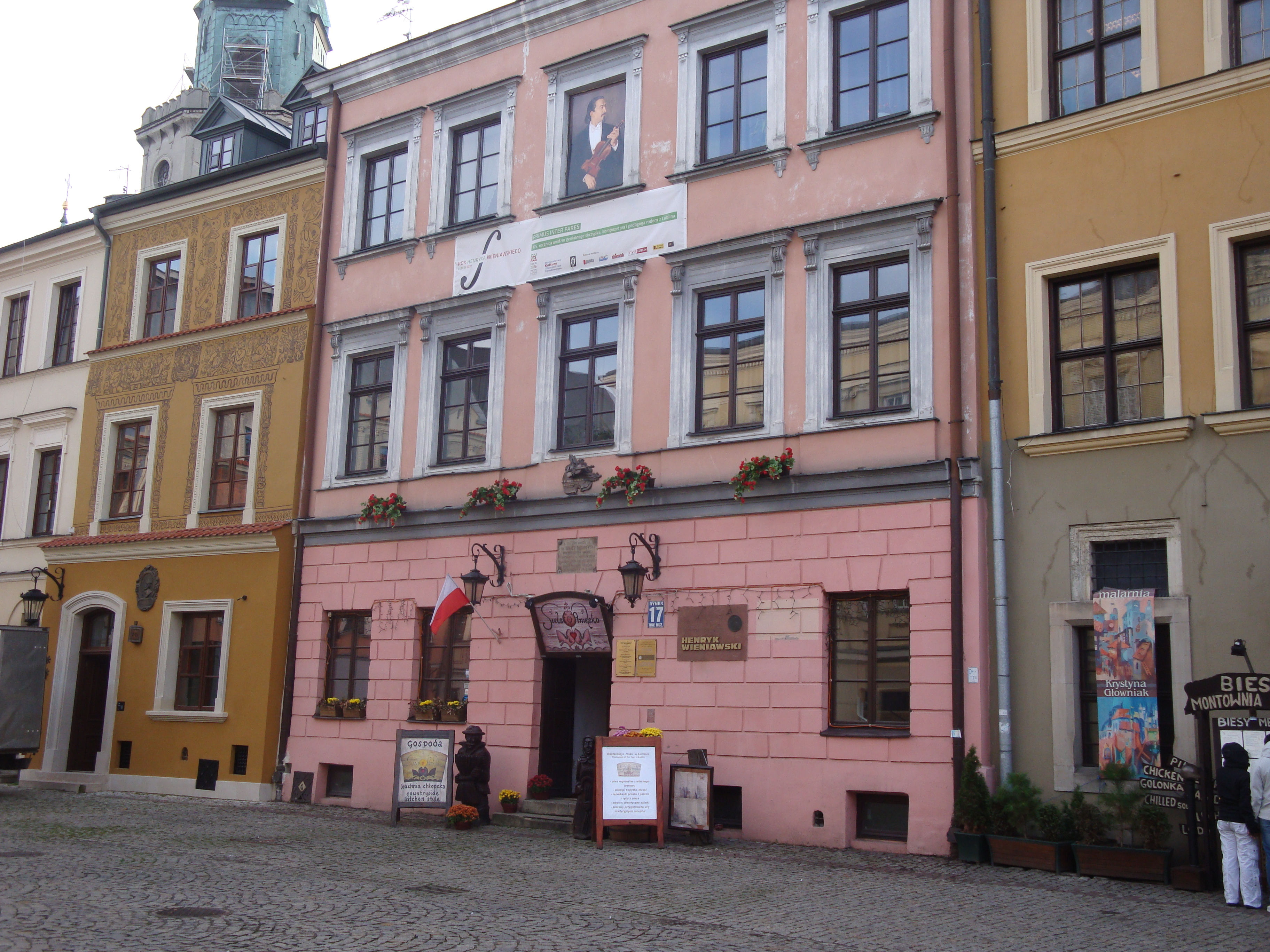
Dom w którym urodził się Wieniawski

Od 1935 odbywa się co 5 lat (z wyjątkiem okresu okupacji) Międzynarodowy Konkurs Skrzypcowy im. Henryka Wieniawskiego, przeznaczony dla skrzypków do 30 roku życia. Pierwszy konkurs odbył się z inicjatywy Adama Wieniawskiego, bratanka słynnego skrzypka, w Warszawie. Drugi konkurs miał miejsce dopiero w 1952 w Poznaniu, gdzie do dziś odbywają się kolejne jego edycje, organizowane od 1962 przez Towarzystwo Muzyczne im. Henryka Wieniawskiego w Poznaniu. Towarzystwo organizuje również co pięć lat w Poznaniu Międzynarodowy Konkurs Lutniczy im. Henryka Wieniawskiego.

## Muzyka
Wieniawski ceniony był nie tylko jako wirtuoz dysponujący fenomenalną techniką, ale także jako wielki liryk. W relacjach często opisywano go jako poetę skrzypiec. Był ostatnim wirtuozem skrzypiec, który przeszedł do historii muzyki również jako kompozytor. W jego utworach obecne są oba te przymioty: brawurowa wirtuozeria oraz liryzm.
Komponować zaczął jako cudowne dziecko. W późniejszych latach tworzył na własne potrzeby, niekiedy publikując swoje utwory.
Dzięki Wieniawskiemu do europejskiej literatury skrzypcowej wszedł polonez. Wśród kilku takich utworów dwa znalazły stałe miejsce w repertuarze: Polonez D-dur op. 4 i Polonez A-dur op. 21. Wieniawski stylizował też mazurki - najpopularniejsze z nich to opublikowane jako op. 19 z podtytułem mazurki charakterystyczne: żywiołowy Obertas i Dudziarz, wyraźnie naśladujący charakterystyczne, dudziarskie kwinty. Wiele miniatur, powstałych głównie na początku lat pięćdziesiątych, było jednak zaledwie typowymi, salonowymi utworami – sentymentalnymi albo popisowymi, nierzadko wykorzystującymi popularne rytmy taneczne.
Największą popularność zyskał Koncert skrzypcowy d-moll op. 22. Po koncertach Paganiniego jest to najczęściej nagrywany i wykonywany dziś koncert skrzypcowy napisany przez wirtuoza. Pomysł utworu narodził się zimą 1855 roku, zrealizowany został jednak dopiero po upływie siedmiu lat. Wcześniejszy Koncert skrzypcowy fis-moll, skomponowany przez osiemnastolatka, jest mniej popularny. Koncert fis-moll od razu obudził entuzjazm słuchaczy, Koncert d-moll musiał poczekać na uznanie.
Spośród dzieł typowo wirtuozowskich najczęściej wykonuje się dzisiaj Scherzo-tarantellę oraz wariacje i fantazje na obce, powszechnie znane tematy. W tej grupie utworów największą popularność zyskała Fantazja faustowska skomponowana sześć lat po premierze opery Charles’a Gounoda. Melodie z opery Faust opracowywało wielu skrzypków (m.in. Vieuxtemps, Alard, Sarasate), lecz dzisiaj grywa się przede wszystkim utwór Wieniawskiego. Liryzm w twórczości Wieniawskiego uosabia Legenda, wykonywana nie tylko w oryginalnej wersji na skrzypce z orkiestrą, ale jeszcze częściej z fortepianem, skomponowana podobno jako wyznanie miłości do Izabeli Hampton, przyszłej żony artysty.

## Kompozycje

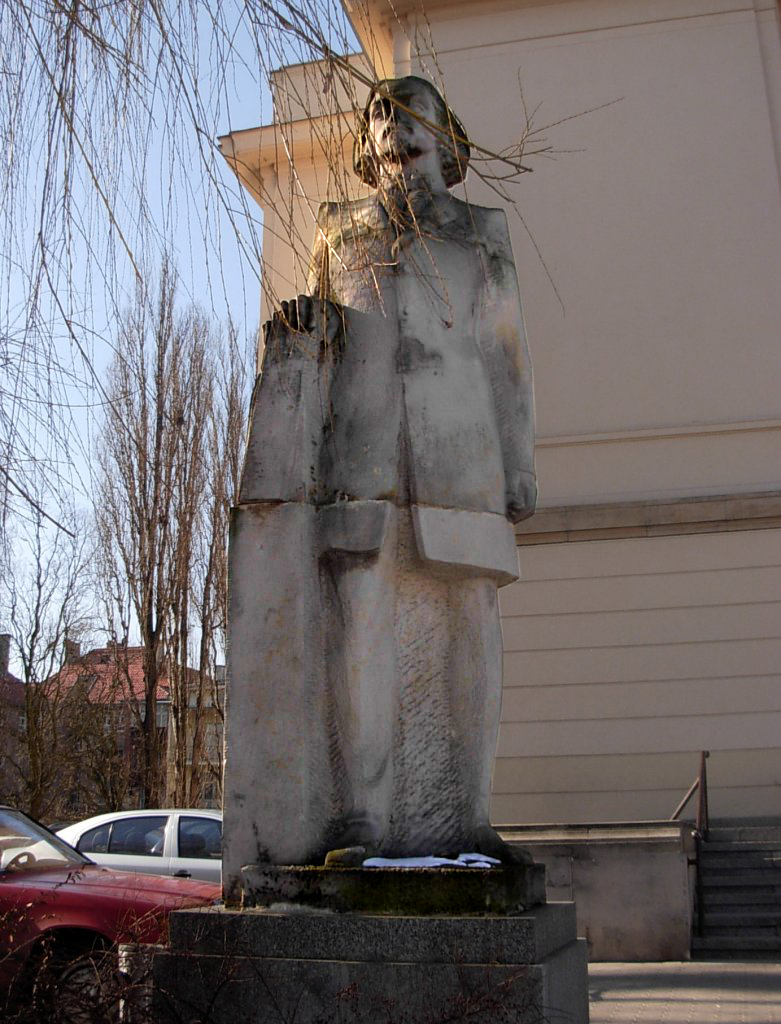
Pomnik Henryka Wieniawskiego w Bydgoszczy (w otoczeniu Filharmonii Pomorskiej jako jeden z posągów galerii pomników kompozytorów i wirtuozów)

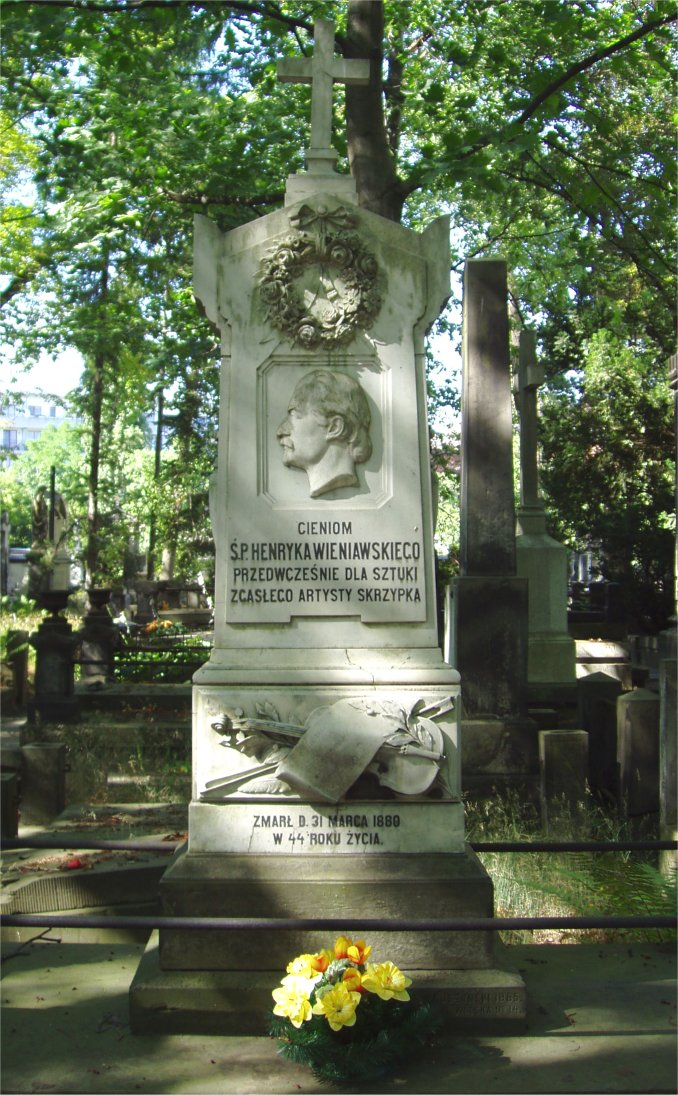
Grób na warszawskich Powązkach

- Grand caprice fantastique sur un theme original op. 1 (1847)
- Wariacje na temat własnego mazurka (ok. 1847)
- Aria z wariacjami E-dur (przed 1848)
- Fantazja i wariacje E-dur (1848)
- Nocturne pour violon seul (1848)
- Romance (ok. 1848)
- Rondo alla polacca e-moll (1848)
- Allegro de sonate, presto pour violon et piano concertant op. 2 (1848?) (napisane wspólnie z bratem, Józefem Wieniawskim, u którego jest to ten sam nr opusowy)
- Duo concertant na temat z opery Łucja z Lammermooru Donizettiego (ok. 1850)
- Duo concertant na temat hymnu rosyjskiego A. Lwowa (ok. 1850)
- Duo concertant na temat rosyjskiej melodii ludowej (ok. 1850)
- Fantazja na temat z opery Prorok Meyerbeera (ok. 1850)
- Mazur wiejski (ok. 1850)
- Fantazja na temat z opery „Ryszard Lwie Serce” Gretry'ego (ok. 1851)
- Duet na tematy finlandzkich pieśni (ok. 1851)
- Dwa mazurki (1851)
- Marsz (1851)
- Wariacje na temat hymnu rosyjskiego (ok. 1851)
- Wariacje na temat Jechał Kozak zza Dunaju (ok. 1851)
- Prémière Polonaise de concert D-dur op. 4 (ok. 1852)
- Adagio elegiaque A-dur op. 5 (ok. 1852)
- Souvenir de Moscou, deux romances russes op. 6 (ok. 1852)
- Caprice-valse E-dur op. 7 (1852)
- Grand duo polonais pour violon et piano concetrant op. 8 (ok. 1852) (napisane wspólnie z bratem, Józefem Wieniawskim, u którego jest to op. 5)
- Romance sans paroles et rondeau élégant op. 9 (ok. 1852)
- Prémier grand concerto fis-moll op. 14 (1852)
- I Koncert skrzypcowy fis-moll op. 14 (1853, prawykonanie 27 października 1853 roku w Lipsku)
- Le carnaval Russe, improvisations et variations humoresques op. 11 (ok. 1853)
- Deux mazourkas de salon: La champêtre (Sielanka, 1850?) et Chanson polonaise (Pieśń polska) op. 12 (1853)
- Fantaisie pastorale op. 13 (ok. 1853)
- Kujawiak a-moll (1853)
- Wariacje na temat hymnu austriackiego (1853)
- Souvenir de Posen, mazurek d-moll op. 3 (1854)
- L'école moderne. Études-caprices pour le violon seul op. 10 (1854)
- Thème original varièe (wariacje A-dur) op. 15 (1854)
- Rozumiem, pieśń na głos z fortepianem (1854)
- Souvenir de Lublin, polka koncertowa (ok. 1855)
- Fantazja na tematy z opery Lunatyczka Belliniego (ok. 1855)
- Scherzo-tarantella g-moll op. 16 (1848)
- Legenda op. 17 (ok. 1860)
- Deux mazourkas characteristiques:Obertass(Obertas G-dur) et Le menetrier (Dudziarz) op. 19 (1860?)
- Études-caprices na dwoje skrzypiec op. 18 (1862) dedykowane Ferdynandowi Davidowi
- Fantaisie orientalle a-moll op. 24 (1862?)
- Fantaisie brillante sur Faust opera de Charles Gounod op. 20 (ok. 1865)
- II Koncert skrzypcowy d-moll op. 22 (1870)
- Polonaise brillante A-dur op. 21 (ok. 1870)
- Wspomninie z San Francisco (ok. 1874)
- Deuxième grand concerto d-moll op. 22
- Gigue e-moll op. 23
- Kujawiak C-dur
- Polonaise triomphale
- Rêverie fis-moll na altówkę i fortepian
- Dudziarz (mazurek charakterystyczny)

## Upamiętnienie
W 1979 wyemitowano z jego wizerunkiem polską monetę kolekcjonerską o nominale 100 zł. Moneta ta została wykonana ze srebra próby 625 w nakładzie 30 000 egzemplarzy, miała średnicę 32 mm i wagę 16,5 g, rant gładki. Jego wizerunek znalazł się ponadto na złotej monecie kolekcjonerskiej o nominale 200 złotych, srebrnej monecie kolekcjonerskiej o nominale 10 złotych oraz okolicznościowej monecie ze stopu nordic gold o nominale 2 złotych wydanych przez NBP w 2001 r. z okazji XII edycji Międzynarodowego Konkursu im. Henryka Wieniawskiego.
|  |  |  |  |                  |                  |                  |                  | Eleonora Oesterreicher | Eleonora Oesterreicher | Eleonora Oesterreicher | Eleonora Oesterreicher | Eleonora Oesterreicher  | Eleonora Oesterreicher  |                         |                         | Józef Wolff             | Józef Wolff             | Józef Wolff       | Józef Wolff       | Józef Wolff       | Józef Wolff       |                   |                   | Herszek Mayer Helman | Herszek Mayer Helman | Herszek Mayer Helman | Herszek Mayer Helman | Herszek Mayer Helman | Herszek Mayer Helman |                    |                    | Gitla Aronowicz Kielmanowicz | Gitla Aronowicz Kielmanowicz | Gitla Aronowicz Kielmanowicz | Gitla Aronowicz Kielmanowicz | Gitla Aronowicz Kielmanowicz | Gitla Aronowicz Kielmanowicz |                   |                   |                   |                   |                   |                   |  |  |                         |                         |                         |                         |                         |                         |  |  |  |  |  |  |  |  |  |  |  |  |  |  |  |  |  |  |  |  |  |  |  |  |  |  |  |  |  |  |  |  |  |  |
|  |  |  |  |                  |                  |                  |                  | Eleonora Oesterreicher | Eleonora Oesterreicher | Eleonora Oesterreicher | Eleonora Oesterreicher | Eleonora Oesterreicher  | Eleonora Oesterreicher  |                         |                         | Józef Wolff             | Józef Wolff             | Józef Wolff       | Józef Wolff       | Józef Wolff       | Józef Wolff       |                   |                   | Herszek Mayer Helman | Herszek Mayer Helman | Herszek Mayer Helman | Herszek Mayer Helman | Herszek Mayer Helman | Herszek Mayer Helman |                    |                    | Gitla Aronowicz Kielmanowicz | Gitla Aronowicz Kielmanowicz | Gitla Aronowicz Kielmanowicz | Gitla Aronowicz Kielmanowicz | Gitla Aronowicz Kielmanowicz | Gitla Aronowicz Kielmanowicz |                   |                   |                   |                   |                   |                   |  |  |                         |                         |                         |                         |                         |                         |  |  |  |  |  |  |  |  |  |  |  |  |  |  |  |  |  |  |  |  |  |  |  |  |  |  |  |  |  |  |  |  |  |  |
|  |  |  |  |                  |                  |                  |                  |                        |                        |                        |                        |                         |                         |                         |                         |                         |                         |                   |                   |                   |                   |                   |                   |                      |                      |                      |                      |                      |                      |                    |                    |                              |                              |                              |                              |                              |                              |                   |                   |                   |                   |                   |                   |  |  |                         |                         |                         |                         |                         |                         |  |  |  |  |  |  |  |  |  |  |  |  |  |  |  |  |  |  |  |  |  |  |  |  |  |  |  |  |  |  |  |  |  |  |
|  |  |  |  |                  |                  |                  |                  |                        |                        |                        |                        |                         |                         |                         |                         |                         |                         |                   |                   |                   |                   |                   |                   |                      |                      |                      |                      |                      |                      |                    |                    |                              |                              |                              |                              |                              |                              |                   |                   |                   |                   |                   |                   |  |  |                         |                         |                         |                         |                         |                         |  |  |  |  |  |  |  |  |  |  |  |  |  |  |  |  |  |  |  |  |  |  |  |  |  |  |  |  |  |  |  |  |  |  |
|  |  |  |  |                  |                  |                  |                  |                        |                        | Edward Wolff           | Edward Wolff           | Edward Wolff            | Edward Wolff            | Edward Wolff            | Edward Wolff            |                         |                         | Regina Wolff      | Regina Wolff      | Regina Wolff      | Regina Wolff      | Regina Wolff      | Regina Wolff      |                      |                      |                      |                      | Tadeusz Wieniawski   | Tadeusz Wieniawski   | Tadeusz Wieniawski | Tadeusz Wieniawski | Tadeusz Wieniawski           | Tadeusz Wieniawski           |                              |                              |                              |                              |                   |                   |                   |                   |                   |                   |  |  |                         |                         |                         |                         |                         |                         |  |  |  |  |  |  |  |  |  |  |  |  |  |  |  |  |  |  |  |  |  |  |  |  |  |  |  |  |  |  |  |  |  |  |
|  |  |  |  |                  |                  |                  |                  |                        |                        | Edward Wolff           | Edward Wolff           | Edward Wolff            | Edward Wolff            | Edward Wolff            | Edward Wolff            |                         |                         | Regina Wolff      | Regina Wolff      | Regina Wolff      | Regina Wolff      | Regina Wolff      | Regina Wolff      |                      |                      |                      |                      | Tadeusz Wieniawski   | Tadeusz Wieniawski   | Tadeusz Wieniawski | Tadeusz Wieniawski | Tadeusz Wieniawski           | Tadeusz Wieniawski           |                              |                              |                              |                              |                   |                   |                   |                   |                   |                   |  |  |                         |                         |                         |                         |                         |                         |  |  |  |  |  |  |  |  |  |  |  |  |  |  |  |  |  |  |  |  |  |  |  |  |  |  |  |  |  |  |  |  |  |  |
|  |  |  |  |                  |                  |                  |                  |                        |                        |                        |                        |                         |                         |                         |                         |                         |                         |                   |                   |                   |                   |                   |                   |                      |                      |                      |                      |                      |                      |                    |                    |                              |                              |                              |                              |                              |                              |                   |                   |                   |                   |                   |                   |  |  |                         |                         |                         |                         |                         |                         |  |  |  |  |  |  |  |  |  |  |  |  |  |  |  |  |  |  |  |  |  |  |  |  |  |  |  |  |  |  |  |  |  |  |
|  |  |  |  |                  |                  |                  |                  |                        |                        |                        |                        |                         |                         |                         |                         |                         |                         |                   |                   |                   |                   |                   |                   |                      |                      |                      |                      |                      |                      |                    |                    |                              |                              |                              |                              |                              |                              |                   |                   |                   |                   |                   |                   |  |  |                         |                         |                         |                         |                         |                         |  |  |  |  |  |  |  |  |  |  |  |  |  |  |  |  |  |  |  |  |  |  |  |  |  |  |  |  |  |  |  |  |  |  |
|  |  |  |  | Józef Wieniawski | Józef Wieniawski | Józef Wieniawski | Józef Wieniawski | Józef Wieniawski       | Józef Wieniawski       |                        |                        | Isabelle Bessie-Hampton | Isabelle Bessie-Hampton | Isabelle Bessie-Hampton | Isabelle Bessie-Hampton | Isabelle Bessie-Hampton | Isabelle Bessie-Hampton |                   |                   |                   |                   | Henryk Wieniawski | Henryk Wieniawski | Henryk Wieniawski    | Henryk Wieniawski    | Henryk Wieniawski    | Henryk Wieniawski    |                      |                      | Julian Wieniawski  | Julian Wieniawski  | Julian Wieniawski            | Julian Wieniawski            | Julian Wieniawski            | Julian Wieniawski            |                              |                              | Konrad Wieniawski | Konrad Wieniawski | Konrad Wieniawski | Konrad Wieniawski | Konrad Wieniawski | Konrad Wieniawski |  |  | Aleksander Wieniawski   | Aleksander Wieniawski   | Aleksander Wieniawski   | Aleksander Wieniawski   | Aleksander Wieniawski   | Aleksander Wieniawski   |  |  |  |  |  |  |  |  |  |  |  |  |  |  |  |  |  |  |  |  |  |  |  |  |  |  |  |  |  |  |  |  |  |  |
|  |  |  |  | Józef Wieniawski | Józef Wieniawski | Józef Wieniawski | Józef Wieniawski | Józef Wieniawski       | Józef Wieniawski       |                        |                        | Isabelle Bessie-Hampton | Isabelle Bessie-Hampton | Isabelle Bessie-Hampton | Isabelle Bessie-Hampton | Isabelle Bessie-Hampton | Isabelle Bessie-Hampton |                   |                   |                   |                   | Henryk Wieniawski | Henryk Wieniawski | Henryk Wieniawski    | Henryk Wieniawski    | Henryk Wieniawski    | Henryk Wieniawski    |                      |                      | Julian Wieniawski  | Julian Wieniawski  | Julian Wieniawski            | Julian Wieniawski            | Julian Wieniawski            | Julian Wieniawski            |                              |                              | Konrad Wieniawski | Konrad Wieniawski | Konrad Wieniawski | Konrad Wieniawski | Konrad Wieniawski | Konrad Wieniawski |  |  | Aleksander Wieniawski   | Aleksander Wieniawski   | Aleksander Wieniawski   | Aleksander Wieniawski   | Aleksander Wieniawski   | Aleksander Wieniawski   |  |  |  |  |  |  |  |  |  |  |  |  |  |  |  |  |  |  |  |  |  |  |  |  |  |  |  |  |  |  |  |  |  |  |
|  |  |  |  |                  |                  |                  |                  |                        |                        |                        |                        |                         |                         |                         |                         |                         |                         |                   |                   |                   |                   |                   |                   |                      |                      |                      |                      |                      |                      |                    |                    |                              |                              |                              |                              |                              |                              |                   |                   |                   |                   |                   |                   |  |  |                         |                         |                         |                         |                         |                         |  |  |  |  |  |  |  |  |  |  |  |  |  |  |  |  |  |  |  |  |  |  |  |  |  |  |  |  |  |  |  |  |  |  |
|  |  |  |  |                  |                  |                  |                  |                        |                        |                        |                        |                         |                         |                         |                         |                         |                         |                   |                   |                   |                   |                   |                   |                      |                      |                      |                      |                      |                      |                    |                    |                              |                              |                              |                              |                              |                              |                   |                   |                   |                   |                   |                   |  |  |                         |                         |                         |                         |                         |                         |  |  |  |  |  |  |  |  |  |  |  |  |  |  |  |  |  |  |  |  |  |  |  |  |  |  |  |  |  |  |  |  |  |  |
|  |  |  |  |                  |                  |                  |                  |                        |                        |                        |                        |                         |                         |                         |                         | Régine Wieniawski       | Régine Wieniawski       | Régine Wieniawski | Régine Wieniawski | Régine Wieniawski | Régine Wieniawski |                   |                   | Antoni Wieniawski    | Antoni Wieniawski    | Antoni Wieniawski    | Antoni Wieniawski    | Antoni Wieniawski    | Antoni Wieniawski    |                    |                    | Maria Pia Ejsmond            | Maria Pia Ejsmond            | Maria Pia Ejsmond            | Maria Pia Ejsmond            | Maria Pia Ejsmond            | Maria Pia Ejsmond            |                   |                   |                   |                   |                   |                   |  |  | Adam Tadeusz Wieniawski | Adam Tadeusz Wieniawski | Adam Tadeusz Wieniawski | Adam Tadeusz Wieniawski | Adam Tadeusz Wieniawski | Adam Tadeusz Wieniawski |  |  |  |  |  |  |  |  |  |  |  |  |  |  |  |  |  |  |  |  |  |  |  |  |  |  |  |  |  |  |  |  |  |  |
|  |  |  |  |                  |                  |                  |                  |                        |                        |                        |                        |                         |                         |                         |                         | Régine Wieniawski       | Régine Wieniawski       | Régine Wieniawski | Régine Wieniawski | Régine Wieniawski | Régine Wieniawski |                   |                   | Antoni Wieniawski    | Antoni Wieniawski    | Antoni Wieniawski    | Antoni Wieniawski    | Antoni Wieniawski    | Antoni Wieniawski    |                    |                    | Maria Pia Ejsmond            | Maria Pia Ejsmond            | Maria Pia Ejsmond            | Maria Pia Ejsmond            | Maria Pia Ejsmond            | Maria Pia Ejsmond            |                   |                   |                   |                   |                   |                   |  |  | Adam Tadeusz Wieniawski | Adam Tadeusz Wieniawski | Adam Tadeusz Wieniawski | Adam Tadeusz Wieniawski | Adam Tadeusz Wieniawski | Adam Tadeusz Wieniawski |  |  |  |  |  |  |  |  |  |  |  |  |  |  |  |  |  |  |  |  |  |  |  |  |  |  |  |  |  |  |  |  |  |  |
|  |  |  |  |                  |                  |                  |                  |                        |                        |                        |                        |                         |                         |                         |                         |                         |                         |                   |                   |                   |                   |                   |                   |                      |                      |                      |                      |                      |                      |                    |                    |                              |                              |                              |                              |                              |                              |                   |                   |                   |                   |                   |                   |  |  |                         |                         |                         |                         |                         |                         |  |  |  |  |  |  |  |  |  |  |  |  |  |  |  |  |  |  |  |  |  |  |  |  |  |  |  |  |  |  |  |  |  |  |
|  |  |  |  |                  |                  |                  |                  |                        |                        |                        |                        |                         |                         |                         |                         |                         |                         |                   |                   |                   |                   |                   |                   |                      |                      |                      |                      | Stanisław Ejsmond    | Stanisław Ejsmond    | Stanisław Ejsmond  | Stanisław Ejsmond  | Stanisław Ejsmond            | Stanisław Ejsmond            |                              |                              | Julian Ejsmond               | Julian Ejsmond               | Julian Ejsmond    | Julian Ejsmond    | Julian Ejsmond    | Julian Ejsmond    |                   |                   |  |  |                         |                         |                         |                         |                         |                         |  |  |  |  |  |  |  |  |  |  |  |  |  |  |  |  |  |  |  |  |  |  |  |  |  |  |  |  |  |  |  |  |  |  |